# Rolando Mandragora
Pour les articles homonymes, voir Mandragora (homonymie).
Rolando Mandragora, né le 29 juin 1997 à Naples, est un footballeur italien. Il évolue au poste de milieu à l'ACF Fiorentina.

## Carrière

### En club
Rolando Mandragora signe à la Juventus en janvier 2016, mais reste au Delfino Pescara où il était en prêt jusqu'à la fin de la saison 2015-2016. Après une première fracture, il se reblesse au pied en août et est absent plusieurs mois à la suite d'une opération.

### En équipe nationale
Rolando Mandragora est sélectionné dans quasiment toutes les catégories de jeunes, des moins de 17 ans jusqu'aux espoirs. Il inscrit un but avec les moins de 19 ans.

## Statistiques
| Saison                | Club                        | Championnat           | Championnat | Championnat | Coupe(s) nationale(s) | Coupe(s) nationale(s) | Compétition(s) continentale(s) | Compétition(s) continentale(s) | Compétition(s) continentale(s) | Total | Total |
| Saison                | Club                        | Division              | M.          | B.          | M.                    | B.                    | Comp.                          | M.                             | B.                             | M.    | B.    |
| 2014-2015             | Genoa CFC                   | Serie A               | 5           | 0           | -                     | -                     | -                              | -                              | -                              | 5     | 0     |
| 2015-2016             | Delfino Pescara 1936 (prêt) | Serie B               | 26          | 0           | 1                     | 0                     | -                              | -                              | -                              | 27    | 0     |
| 2016-2017             | Juventus Turin              | Serie A               | 1           | 0           | -                     | -                     | C1                             | -                              | -                              | 1     | 0     |
| 2017-2018             | FC Crotone (prêt)           | Serie A               | 36          | 2           | 1                     | 0                     | -                              | -                              | -                              | 37    | 2     |
| 2018-2019             | Udinese Calcio              | Serie A               | 35          | 3           | 1                     | 0                     | -                              | -                              | -                              | 36    | 3     |
| 2019-2020             | Udinese Calcio              | Serie A               | 26          | 0           | 2                     | 3                     | -                              | -                              | -                              | 28    | 3     |
| 2020-2021             | Udinese Calcio (prêt)       | Serie A               | 10          | 0           | -                     | -                     | -                              | -                              | -                              | 10    | 0     |
| Sous-total            | Sous-total                  | Sous-total            | 71          | 3           | 3                     | 3                     | -                              | -                              | -                              | 74    | 6     |
| 2020-2021             | Torino FC (prêt)            | Serie A               | 17          | 3           | -                     | -                     | -                              | -                              | -                              | 17    | 3     |
| 2021-2022             | Torino FC (prêt)            | Serie A               | 21          | 0           | 2                     | 1                     | -                              | -                              | -                              | 23    | 1     |
| Sous-total            | Sous-total                  | Sous-total            | 38          | 3           | 2                     | 1                     | -                              | -                              | -                              | 40    | 4     |
| 2022-2023             | ACF Fiorentina              | Serie A               | 29          | 2           | 4                     | 0                     | C4                             | 17                             | 2                              | 50    | 4     |
| 2023-2024             | ACF Fiorentina              | Serie A               | 33          | 3           | 4                     | 1                     | C4                             | 13                             | 1                              | 50    | 5     |
| 2024-2025             | ACF Fiorentina              | Serie A               | 29          | 4           | -                     | -                     | C4                             | 12                             | 5                              | 41    | 9     |
| Sous-total            | Sous-total                  | Sous-total            | 91          | 9           | 8                     | 1                     | -                              | 42                             | 8                              | 141   | 18    |
| Total sur la carrière | Total sur la carrière       | Total sur la carrière | 266         | 17          | 15                    | 5                     | -                              | 42                             | 8                              | 323   | 30    |

## Palmarès
Avec la Juventus FC, Mandragora est champion d'Italie en 2017. Avec la Fiorentina, il est finaliste en 2023 de la Coupe d'Italie et de la Ligue Europa Conférence.